# The Fall of Ideals
The Fall of Ideals (en español: La caída de los Ideales) es el tercer álbum de estudio de la banda estadounidense de metalcore, All That Remains, publicado el 11 de julio de 2006. Tres videos musicales han sido creados para las canciones "This Calling", "Not Alone", y "The Air That I Breathe". Es la única versión de All That Remains para presentar el baterista, Shannon Lucas y de excluir a un título de la pista.

## Información general
The Fall of Ideals fue producido por el guitarrista de Killswitch Engage Adam Dutkiewicz, y dirigido por el guitarrista de Soilwork Wichers Pedro. El álbum de la banda fue de los primeros en entrar en el Billboard 200 Charts en el número 75, con poco menos de 13.000 copias vendidas. El 23 de mayo de 2008, se anunció que el álbum había vendido más de 175.000 copias en todo el mundo.
La canción "Six" aparece en Guitar Hero II. La canción "This Calling" está disponible como contenido descargable paraRock Band . "This Calling"  También se presentó como el tema principal de la banda sonora de Saw III, y, una vez más destacado en el Masters of Horror II Soundtrack

## Lista de canciones
| N.º   | Título                   | Duración |  |
| 1.    | «This Calling»           | 3:39     |  |
| 2.    | «Not Alone»              | 3:30     |  |
| 3.    | «It Dwells in Me»        | 3:14     |  |
| 4.    | «We Stand»               | 3:47     |  |
| 5.    | «Whispers (I Hear Your)» | 3:40     |  |
| 6.    | «The Weak Willed»        | 4:06     |  |
| 7.    | «Six»                    | 3:22     |  |
| 8.    | «Become the Catalyst»    | 3:07     |  |
| 9.    | «The Air That I Breathe» | 3:35     |  |
| 10.   | «Empty Inside»           | 3:23     |  |
| 11.   | «Indictment»             | 3:42     |  |
| 38:59 |                          |          |  |

| Edición japonesa. bonus tracks |                       |          |  |
| N.º                            | Título                | Duración |  |
| 12.                            | «This Calling (Demo)» | 3:34     |  |
| 42:33                          |                       |          |  |

## Personal
| All That Remains - Philip Labonte - voces - Mike Martin - guitarra - Oli Herbert - guitarra, guitarra acústica - Jeanne Sagan - bajo, piano - Shannon Lucas - batería | Producción - Producido y mixtos de Adam Dutkiewicz - ingeniería por Peter Wichers - Dominio por Alan Douches - A & R por Johantgen EJ y Dan Fitzgerald |